# オンタリオ・モータースピードウェイ
オンタリオ・モーター・スピードウェイ(Ontario Motor Speedway)はアメリカのカルフォルニア州オンタリオにあったサーキット1970年から1980年まで使用された。本サーキットでは NASCARやフォーミュラ5000やフォーミュラ1が行われました。